# Jan Pamuła
Jan Pamuła (* 24. Juni 1951 in Bielsko-Biała) ist ein polnischer Politiker (KLD, UW, PO). Er gehörte von 1991 bis 1993 dem Sejm in der I. Wahlperiode an und war 1992 Vorsitzender der KLD-Fraktion sowie 1992/93 Vorsitzender der Fraktion Polski Program Liberalny im Sejm.

## Leben und Beruf
Pamuła schloss 1974 ein Studium der Statistik und Ökonometrie an der Wirtschaftshochschule Krakau ab und wurde dort zum Doktor der Wirtschaftswissenschaften promoviert. In den 1990er Jahren war er Präsident der Handwerkskammer in Krakau und Vizepräsident der Bank für Industrie und Handel. Zeitweise war er auch Vorsitzender der Stiftung zur Restaurierung der Krakauer Denkmäler. 1996 wurde er wegen Vorteilsgewährung und der Annahme von Bestechungsgeldern vorübergehend in Untersuchungshaft genommen. 2008 wurde er rechtskräftig freigesprochen. 2011 wurde in einem gesonderten Verfahren festgestellt, dass die Untersuchungshaft unberechtigt war und er erhielt 140.000 Złoty Entschädigung. Von 2008 bis 2016 war er Vorstandsvorsitzender des Flughafens Johannes Paul II. Krakau-Balice. Nachdem er 2017/18 Vorstandsvorsitzender der regionalen Entwicklungsagentur für Kleinpolen war, wurde er 2019 Vorstandsvorsitzender der Stadtentwicklungsagentur für Krakau.

## Politik
In der Zeit der Volksrepublik war er Mitglied der Blockpartei Stronnictwo Demokratyczne, aus der er 1990 mit der Gruppe um Tadeusz Bień austrat.
Bei der Parlamentswahl 1991 wurde Pamuła für den Kongres Liberalno-Demokratyczny (KLD) in den Sejm gewählt, wo er als Nachfolger von Jan Krzysztof Bielecki vom 16. September bis 6. November 1992 die Fraktion der Partei leitete und anschließend Fraktionsvorsitzender des von der KLD mitgegründeten Polski Program Liberalny war. Zudem war er Vorsitzender des Ausschusses für Handel und Dienstleistungen des Sejm. Nachdem der KLD bei der Parlamentswahl 1993 mit 4,0 % der Stimmen an der neu eingeführten Sperrklausel gescheitert war und Pamuła damit aus dem Sejm ausgeschieden war, wurde er aufgrund der Fusion des KLD mit der Unia Demokratyczna (UD) 1994 Mitglied der Unia Wolności (UW) und war dort stellvertretender Vorsitzendes des Regionalrats in Krakau. 2001 beteiligte er sich an der Gründung der Platforma Obywatelska.